# Serra (ferramenta)

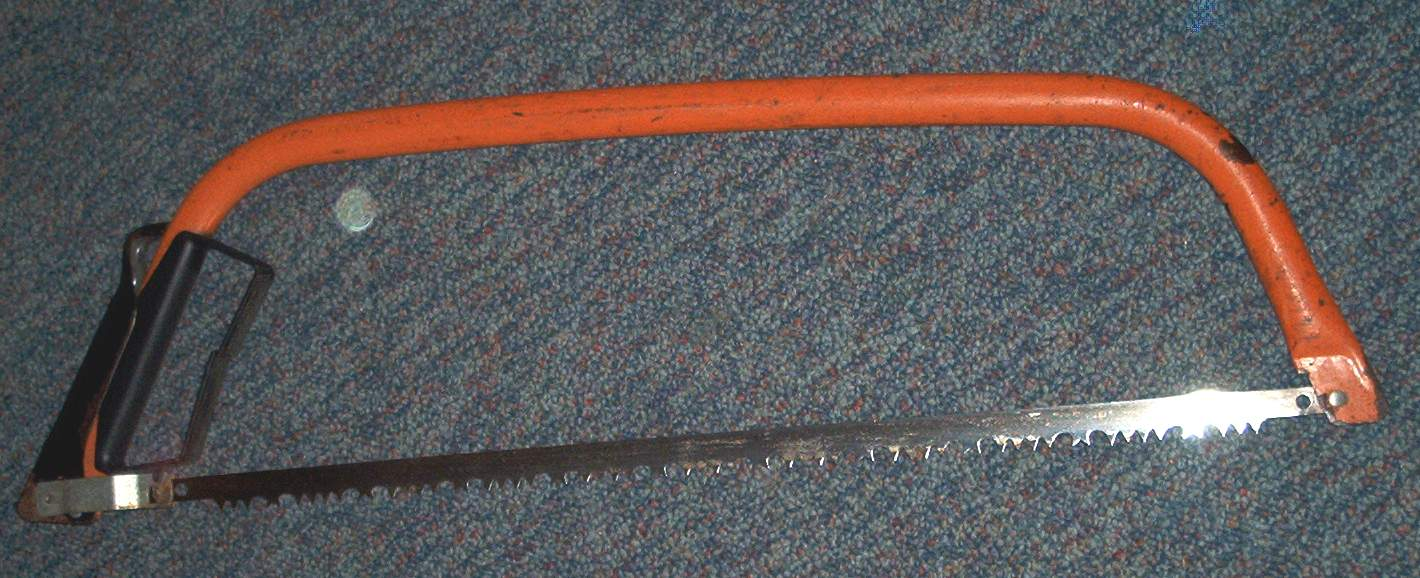
Serra de arco.

A serra é uma ferramenta utilizada para cortar madeira, plásticos, metais ou outros materiais e consiste numa folha de aço com uma série de recortes num dos seus rebordos. Em casos especiais os dentes são revestidos a diamante.
A operação de corte é efectuada realizando um movimento contínuo ou alternado sobre a superfície do material, provocando uma fricção que resulta no seu corte.
A inclinação dos dentes da serra é determinada em função do material e da forma de corte pretendida provocando a separação ou o desgaste das fibras do objeto a cortar.
A elevada temperatura atingida na lâmina e no material a cortar exige por vezes a utilização de meios de arrefecimento nomeadamente água ou ar frio.

## Forma de energia

### Serra manual
Quando se trata de uma serra portátil com um cabo que permite ser acionada por uma única mão dá-se o nome de serrote.
Existem outras serras manuais de maior porte acionadas duas pessoas exercendo força alternadamente em cada extremo da lâmina.

### Serra elétrica
As serras eléctricas podem ser domésticas ou industriais usadas nas serrações de madeira. São usadas por pessoas que trabalham com madeira e corte de árvores.

### Motosserra

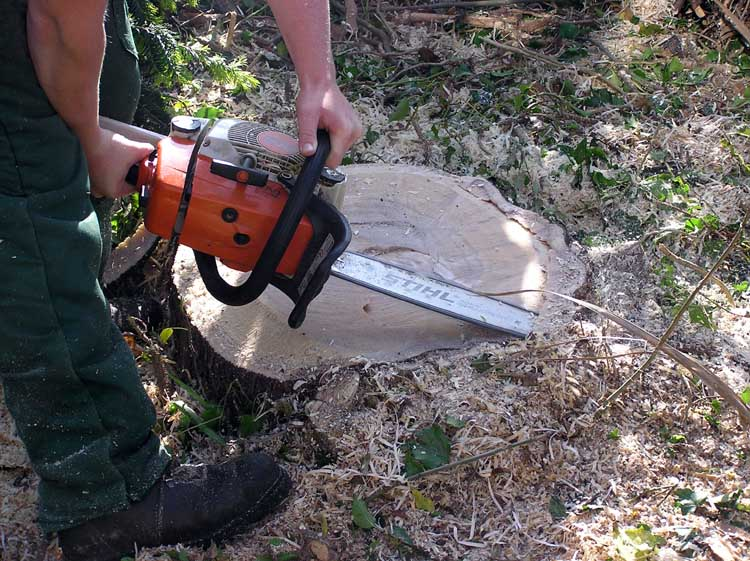
Motosserra

As motosserras são usadas para o derrube de árvores e funcionam com motores de combustão a dois tempos com um cilindro.

### Outras
Existem serras acionadas por outras formas de energia nomeadamente água, o meio privilegiado pelas antigas serrações que por isso se localizavam junto a cursos de água, e ainda vapor de água resultante do aquecimento desta a elevadas temperaturas.

## Formato da lâmina

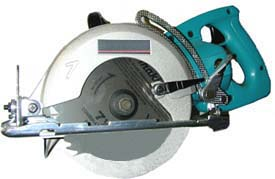
Serra circular para uso doméstico

### Serras circulares
A lâmina destas serras consiste num disco metálico e são na sua maioria accionadas por energia eléctrica. São utilizadas para cortes em linha. Podem ser de uso doméstico ou industrial caso em que as lâminas estão numa posição fixa numa mesa apropriada onde é deslocado o material a cortar. Nas antigas serrações estas serras eram accionadas por água.

### Serras de recorte

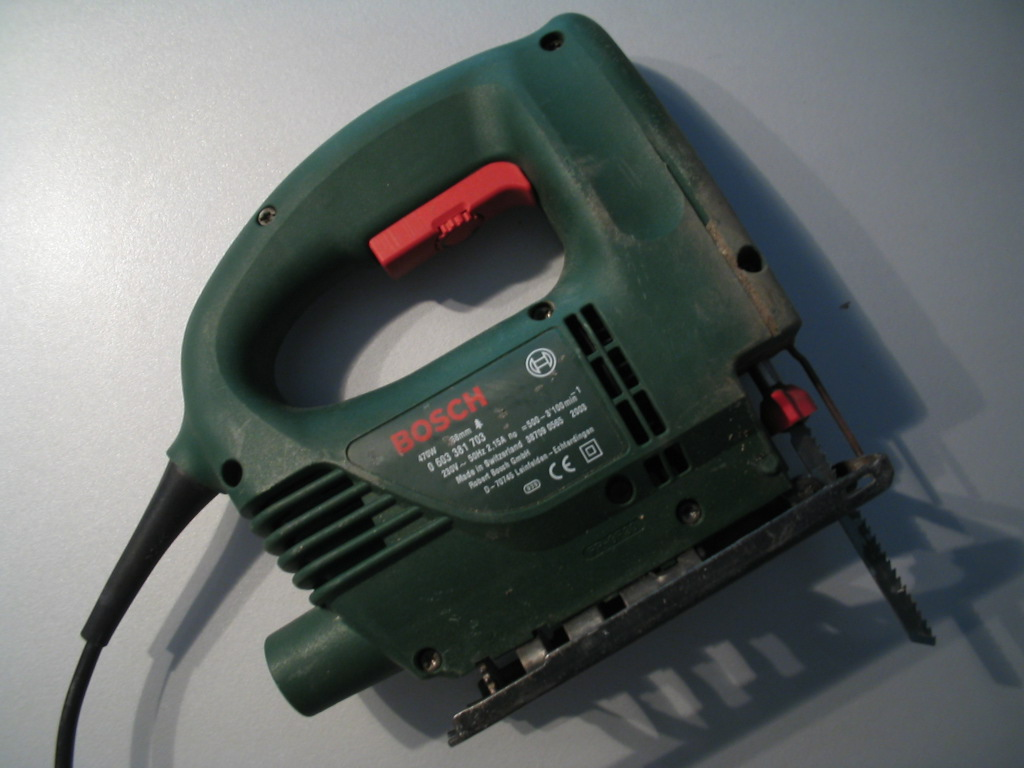
Serra de recorte

Este tipo de serra (também chamada "tico-tico"), de alimentação eléctrica, possui uma lâmina estreita que realiza um movimento de sobe e desce permitindo assim efetuar recortes sobre os materiais.

### Serras de corrente
Neste tipo de serra não existe uma lâmina única mas antes um conjunto de dentes fixos a uma corrente que roda continuamente.

### Serra radial
A serra radial é uma máquina que possui um disco de corte com capacidade de corte longitudinal e de profundidade.